# 1966年10月中央工作会议
1966年10月中央工作会议，是指文化大革命期间，1966年10月9日至10月28日召开的中共中央、国务院的中央工作会议，由中国共产党中央委员会主席毛泽东主持会议。

## 背景
1966年9月5日，中共中央、国务院发出《关于组织外地高等学校革命师生、中等学校革命师生代表和革命教职工代表来北京参观文化大革命运动的通知》，随即红卫兵运动在全国迅速发动起来。开始是以大、中学生为主，以后扩展到各界。从8月18日至11月26日，毛泽东在天安门先后八次接见了红卫兵。9月以后，开始了红卫兵的大串联。他们在全国到处鼓动“造反”，揪斗所谓“走资派”，搞乱了地方各级党委与政府。学校停课，机关办公室被占领，在工厂坚持生产的就被称为“老保”，民众也出现了所谓“保皇派”与“造反派”的严重对立和纷争。在康生、陈伯达操纵下，10月出版的《红旗》杂志第13期，发表了《在毛泽东思想的大路上前进》的社论，提出了“对资产阶级反动路线，必须彻底批判”的口号。此后在全国开展了对“资产阶级反动路线”的批判。
这时，党内广大党员和干部对于这场运动中种种颠倒是非、混淆敌我的错误做法深感困惑不解。他们中间的绝大多数人仍然处于被动、抵触和不安的状况。在这种情况下，中共八届十一中全会的精神基本上没有贯彻下去。毛泽东认为文化大革命经过8月到10月的发展，已取得经验。为了进一步排除所谓来自党内各级干部的“阻力”，中央决定将各省、市、自治区党委负责人召集起来，举行一次中央工作会议，以便集中解决文革推广的问题。

## 会议过程
中共中央工作会议，于1966年10月9日在北京召开。原定只开几天，后一再延长，直到28日才结束，共开了20天。会议由中共中央主席毛泽东主持，以批判“资产阶级反动路线”为主题。
10月16日，中共中央政治局常委、中央文化革命小组组长陈伯达作了题为《无产阶级文化大革命中的两条路线》的讲话，10月25日，中共中央副主席林彪也讲了话。他们的讲话中，
1. 公开点名批判国家主席刘少奇、总书记邓小平是资产阶级反动路线的代表人物。林彪说，在“文化大革命”中有两条根本尖锐对立的路线，刘、邓为代表的路线，是一条压制群众、反对革命的路线。林彪指责“这次文化大革命运动的错误路线主要是刘、邓发起的”。陈伯达说，邓小平是这条反动路线的“急先锋”，“是很危险的”。
2. 提出“群众运动是天然合理”的论调。林彪说：“群众运动的主流总是适合社会发展的，总是合理的。”红卫兵是“小闯将”，“我们想不到的事，很多老大难的问题，解决不了的问题，他们一闹，情况就清楚了”[5]。

10月25日，毛泽东在会上讲了话，指出在北京我的意见不能实行，推行不了。搞了一线、二线，出了相当多的独立王国。所以，十一中全会对一线、二线的问题，就作了改变。一线、二线不统一，别人有责任，我也有责任。毛泽东还说：“文化大革命”的火是我点起来的，运动来得猛，只有五个月，难怪同志们不那么通，有抵触，可以理解。毛泽东特别说明，出现的问题也不能完全怪少奇同志和小平同志，他们有责任，中央也有责任，我也有责任。在会上毛泽东还提出了对待所谓“乱”的方针，主张乱它几个月，大字报要上街，工农兵不要干涉学生的“文化大革命”等等。
会议的最后一天，国务院总理周恩来根据毛泽东的意见，对会议如何传达作了具体部署，要求各省于会后在同一时间内召开三级干部会议。关于运动中若干具体问题，周恩来作了原则性的答复：
1. 关于大串联影响火车运行计划的问题，提议全部徒步，搞军事化的全程徒步。
2. 要求红卫兵组织只限于学校，其他工矿企业、机关团体不搞红卫兵。
3. 对于群众中分派问题，周恩来强调在青年中，不能一次就定左、中、右，不要叫“保皇派”，不要过早地给青年盖棺定论。
4. 对于红卫兵搞大民主的行为，他要求还要有集中，即不准动解放军，不能代替法院、监狱、公安等专政机关，不能干扰新华社、电台广播、电视台、报社等宣传机关。
5. 红卫兵不能对干部搞“罢官”，不能扣人，抄家，不要打人、体罚等等。

最后，周恩来要求各级干部要站稳立场，不要什么都怕，要向群众多宣传这些政策。会后，中国大陆掀起批判所谓“资产阶级反动路线”的高潮。在林彪、江青指使下，从12月开始，全国各地组织游行，公开喊出“打倒刘少奇、邓小平”的口号。